# Gheorghe Cambose
Gheorghe Cambose (n. 1932 – d. iulie 2006) a fost un inginer și om politic român, care a îndeplinit funcția de președinte al Consiliului Popular al municipiului Iași (funcție echivalentă cu cea de primar) în perioada 13 martie 1967 - 20 februarie 1968.
De profesie inginer, Gheorghe Cambose a fost director al Întreprinderii Județene de Transport (IJTL) Iași (cu un număr total de 2412 angajați) în perioada 1980 - septembrie 1989. În această perioadă, s-a început livrarea noilor tramvaie TIMIȘ 3 (1981) și a fost dată în funcțiune prima linie de troleibuz Păcurari – SIA Bahlui (1985).